# Thomas Hart Benton (malarz)
Thomas Hart Benton (ur. 15 kwietnia 1889 w Neosho, stan Missouri, Stany Zjednoczone, zm. 19 stycznia 1975 w Kansas City) – amerykański malarz i muralista, jeden z czołowych, obok Granta Wooda i Johna Steuarta Curry’ego, przedstawicieli ruchu american scene painting. Najbardziej znany ze swych patriotycznych murali, przedstawiających w heroiczny sposób życie Amerykanów w I połowie XX wieku. Prabratanek znanego polityka o tym samym imieniu i nazwisku. Wykładowca Art Students League w Nowym Jorku; do jego najbardziej znanych uczniów należał Jackson Pollock.

## Życiorys

### Wczesne lata
Thomas Hart Benton urodził się jako syn kongresmena Maecenasa i Elizabeth Wise Benton, zwanej Lizzie. Imiona otrzymał na cześć swojego stryjecznego dziadka, senatora stanu Missouri. Politycy byli też wśród innych członków rodu Bentonów, a Thomas Hart jako dziecko sporządzał rysunki nawiązujące do jego wychowania w otoczeniu starych osadników-polityków; jego ulubionymi motywami były Indianie i koleje. W 1896 roku Maecenas Eason Benton został wybrany do Kongresu i w tym samym roku przeprowadził się z całą rodziną do Waszyngtonu. Młodemu Thomasowi spodobały się dzieła sztuki, które tam zobaczył; szczególnie przypadły mu do gustu murale zdobiące Bibliotekę Kongresu. Pod ich wpływem postanowił zostać muralistą. Uczył się też rysować karykatury studiując komiksy w The Washington Post. W 1904 roku Maecenas Eason Benton przegrał wybory, więc cała rodzina powróciła do Missouri. W 1906 roku Thomas Hart Benton opuścił dom rodzinny i wyjechał do Joplin, gdzie został zatrudniony jako artysta w miejscowej gazecie.

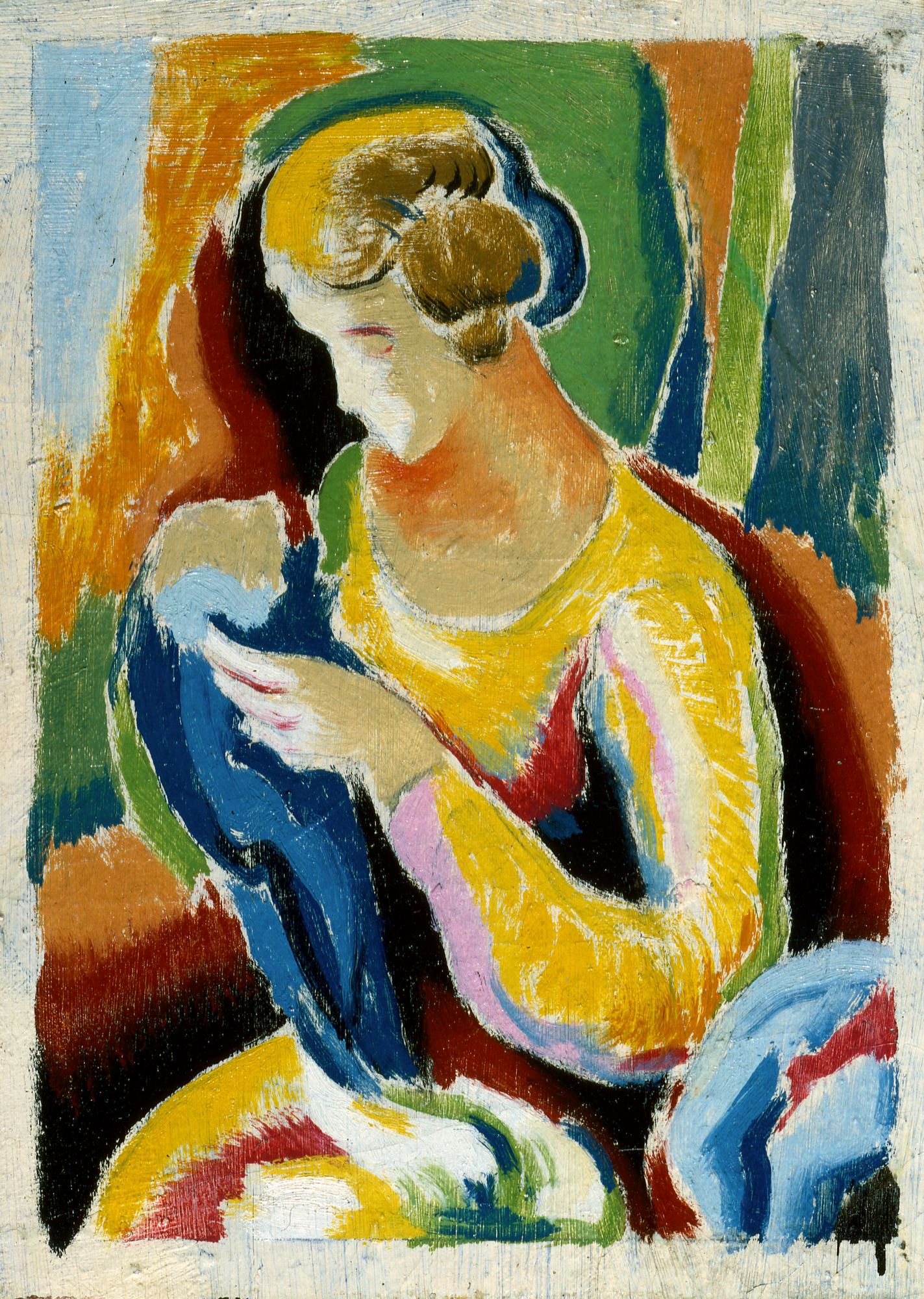
Kobieta, 1915–1920, Corcoran Gallery of Art

W 1907 roku Benton wyjechał do Chicago, gdzie rozpoczął naukę w klasie malarstwa w szkole artystycznej przy Art Institute of Chicago. W roku 1909 wyjechał do Paryża, aby kontynuować studia artystyczne w Académie Julian. We Francji spotkał artystów amerykańskich, takich jak John Marin, Leon Kroll, Diego Rivera, Morgan Russell i Stanton Macdonald-Wright, oraz europejskich (André Lhote, Jacob Epstein). Ich wpływ ujawnił się we wczesnych pracach Bentona, w których eksperymentował on z takimi stylami jak, impresjonizm, puentylizm, synchromizm czy konstruktywizm. Podczas pobytu w Paryżu Benton zwiedzał Luwr, studiując tam dzieła włoskiego renesansu oraz mistrzów hiszpańskich, zwłaszcza El Greca. Powróciwszy w 1911 roku do Stanów Zjednoczonych, do Missouri, zaczął malować obrazy w stylu synchromistycznym. Po jedenastu miesiącach spędzonych w domu, w Neosho, Benton przeniósł się do Nowego Jorku. W latach 1912–1918 pracował jako profesjonalny artysta, malarz ceramiki, scenograf, kierownik galerii, reżyser i nauczyciel sztuki. Ponadto został zaangażowany jako konsultant historyczny i portrecista do początkującej wytwórni filmowej w Fort Lee, w stanie New Jersey. Swoje prace Benton po raz pierwszy zaprezentował w 1916 roku na wystawie Forum Exhibition of Modern American Painting zorganizowanej przez Anderson Gallery. Jego obrazy z tej wystawy pokazują bardzo uogólnione eksperymenty z kolorem i formą, kojarzące się z synchromistycznymi teoriami Russella i MacDonald- Wrighta, choć artysta nie porzucił całkowicie założeń sztuki figuratywnej. Podczas I wojny światowej służył w Marynarce Wojennej Stanów Zjednoczonych z siedzibą w Norfolk, w stanie Wirginia. Jego zadaniem było dokumentowanie przy pomocy rysunków działalności stoczni, w tym sporządzanie rysunków statków wpływających do portu (w celu ich identyfikacji w razie zniszczenia). Po zwolnieniu ze służby w 1919 roku powrócił do Nowego Jorku, gdzie w Daniel Galleries miał wystawę swoich rysunków wykonanych w bazie w Norfolk. Rysunki te były jego pierwszymi pracami poświęconymi tematyce amerykańskiej. Większość prac Bentona z tego okresu przepadła w pożarze, który zniszczył jego studio. 

## Okres dojrzały

### Lata 20. XX wieku

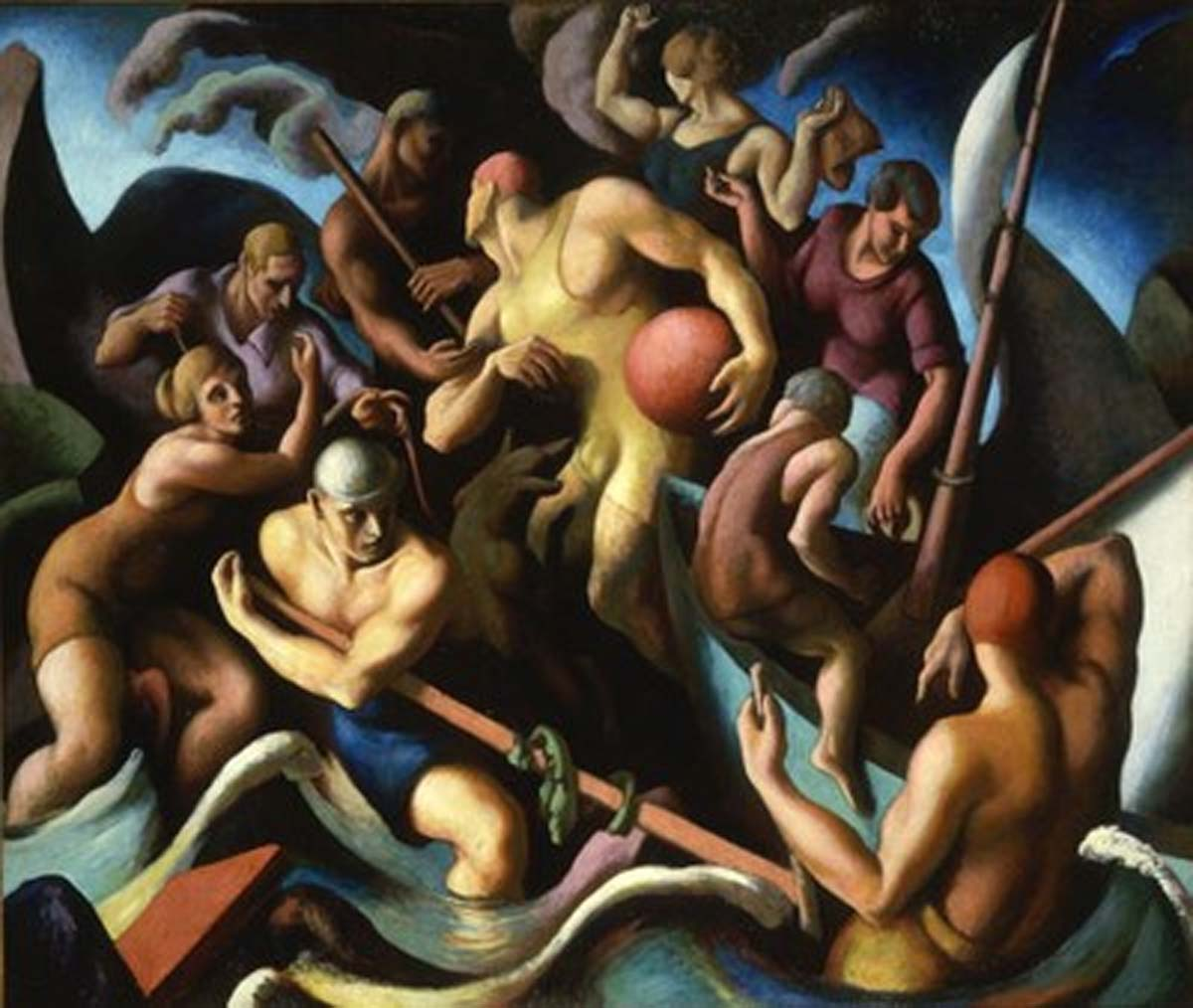
Ludzie z Chilmark, 1920, Hirshhorn Museum and Sculpture Garden

Ponieważ w ramach modernizmu Bentonowi nie udało się osiągnąć powodzenia, zarzucił go, a około 1920 roku stał się jednym z wiodących przedstawicieli regionalizmu. Dla rozwoju nowego stylu ważny okazał się wpływ Diego Rivery, który używał żywych kolorów oraz przedstawiał rzeczywistość społeczną.
W 1922 roku Benton ożenił się z Ritą Piacenzą. Para doczekała się dwojga dzieci: syna Thomasa Piacenzy Bentona (ur. 1926) i córki Jessie (ur. 1939). 
W 1925 roku Benton przyjął posadę wykładowcy w Art Students League of New York. Pozostał na niej do 1935 roku. W tym okresie uczył kilku wczesnych adeptów ekspresjonizmu abstrakcyjnego, między innymi Charlesa Greena Shawa, Jacksona Pollocka i jego brata Charlesa Pollocka.
W 1924 roku Benton opublikował esej Form and the Subject, który oznaczał początek jego zerwania z ruchem modernistycznym. W swoich przyszłych pracach konsekwentnie odchodził od abstrakcji; zaczął jednocześnie wykorzystywać swoje doświadczenie rysownika, zdobyte podczas służby w marynarce. Jego pierwszym ambitnym projektem stało się stworzenie serii obrazów poświęconych amerykańskiej historii i kulturze. Poszukując w ramach tego projektu typowo amerykańskiego tematu przemierzał w sezonach letnich 1925–1928 poszczególne stany: Nowy Jork, New Jersey, Pensylwania, Midwest, Teksas, Arkansas i Tennessee. Efektem tych wypraw była seria American Historical Epic, wystawiona w połowie lat 20. w Architectural League. Wchodzące w skład serii prace spotkały się z kontrowersyjnym przyjęciem z uwagi na wypełniające je, monumentalne, rzeźbiarskie postacie, których obecność kłóciła się z ówczesnymi teoriami, według których płótno wielkoformatowe powinno pozostać względnie płaskie, aby harmonizować ze ścianą.

### Lata 30. XX wieku
Malowanie przez Bentona obrazów, określanych jako regionalistyczne było następstwem jego zbliżenia się do środowisk lewicowych. Artysta nawiązywał do osiągnięć Ashcan School, jednoznacznie amerykańskiego ruchu, który uniezależnił sztukę amerykańską od wpływów estetycznych sztuki europejskiej dążąc do uznania jej na arenie międzynarodowej. Ruch american scene painting lat 30. podjął wyzwania Ashcan School, polegające na przedstawianiu życia codziennego w Ameryce w sposób reprezentacyjny i przystępny. Współcześni historycy sztuki na ogół uważają regionalizm za nurt w ramach american scene painting, zajmujący się w sposób bardziej bezpośredni wprowadzaniem sztuki do przestrzeni publicznej w celu wywołania nostalgii za Ameryką sprzed epoki przemysłowej. Social realism, inny nurt american scene painting, bardziej akcentował rolę sztuki jako nośnika krytyki politycznej i społecznej. Do ważnych regionalistów obok Bentona należeli między innymi Grant Wood i John Steuart Curry. Malarze ci zyskali głównie rozgłos w ramach federalnych projektów sztuki, finansowanych w ramach programu New Deal, a ich prace odzwierciedlały chęć odwołania się do estetyki publicznej. 
W latach 30. Benton otrzymał szereg zleceń, zarówno publicznych jak i prywatnych, na wykonanie murali o tematyce nacjonalistycznej. Pierwszym z nich było stworzenie w 1931 roku malowidła dla budynku New School for Social Research w Nowym Jorku. Projekt ten, zatytułowany Modern America, był zarówno chwalony jak i krytykowany. Kolejny projekt Bentona, murale dla biblioteki w Whitney Museum of American Art, wykonane w 1932 roku, również wzbudził kontrowersje. Po przeniesieniu w 1954 roku biblioteki malowidła Bentona przekazano do New Britain Museum of American Art w New Britain. W 1933 roku Benton wykonał murale o tematyce indiańskiej, Indiana Murals, dla wystawy światowej w Chicago. Okazały się one przełomowe, jeśli chodzi o percepcję jego stylu przez główny nurt świadomości publicznej i spotkały się z pozytywnym przyjęciem, choć niektórzy krytykowali decyzję artysty przedstawienia członków Ku Klux Klanu. 
Również w 1933 roku dziennikarz i marszand Maynard Walker, zaangażowany promotor amerykańskiego realizmu, zorganizował w Kansas City Art Institute wystawę zatytułowaną „American Painting Since Whistler”, na której zaprezentowano obrazy Bentona, Curry’ego i Wooda. We wstępie do katalogu towarzyszącego wystawie Walker zaapelował do kolekcjonerów, żeby poparli tę sztukę; ideę patriotycznej sztuki amerykańskiej, podtrzymującej zdrowe „amerykańskie wartości”entuzjastycznie poparł też Henry Luce w magazynie Time. Na okładce bożonarodzeniowego wydania Time z 1934 roku umieszczono ilustrację Bentona, a wewnątrz kolorowe reprodukcje i pochlebne recenzje innych dzieł sztuki regionalistycznej.
W 1934 roku Benton wystawiał razem z Woodem i Steuartem Currym w Ferargil Galerie w Nowym Jorku. Wystawa ta utwierdziła ich pozycję jako głównych eksponentów regionalizmu. W 1935 roku Benton objął funkcję kierownika wydziału malarstwa w Kansas City Art Institute. Mieszkając Missouri namalował swoje najbardziej znane murale, w tym najsłynniejszy z nich, A Social History of Missouri, namalowany w 1937 roku dla Missouri State Capitol. Poza malowaniem murali Benton ilustrował liczne książki i artykuły z czasopism oraz brał udział w wystawach w Chicago, Kansas City i Nowym Jorku. W 1941 roku, po wygłoszeniu niepochlebnych uwag na temat pracowników Kansas City Art Institute, został odwołany ze stanowiska.

### Lata 40. XX wieku i późniejsze
Po zakończeniu II wojny światowej zainteresowanie regionalizmem osłabło; dotyczyło to również pozycji Bentona. W świecie sztuki amerykańskiej zaczął dominować ekspresjonizm abstrakcyjny, którego liczni twórcy rekrutowali się spośród byłych uczniów Bentona w Art Students League.
Ostatnie lata swojej kariery Benton poświęcił na malowanie stylizowanych obrazów przedstawiających farmy sprzed rewolucji przemysłowej oraz pejzaże. Jego murale z tego okresu to między innymi Lincoln (1953) wykonany dla Lincoln University w Jefferson City, Old Kansas City (1956) dla Kansas City River Club,  Father Hennepin at Niagara Falls (1961) dla New York Power Authority, Turn of the Century, Joplin (1972) dla miasta Joplin oraz The Sources of Country Music (1975) dla Country Music Hall of Fame and Museum w Nashville.
Benton zmarł podczas pracy w swoim studio w 1975 roku. W 1977 roku jego posiadłość w Kansas City zyskała status zabytku jako Thomas Hart Benton Home and Studio State Historic Site. W budynku znajdują się pamiątki po artyście oraz jego obrazy, dające pogląd na jego życie i pracę twórczą. Połowę wozowni Benton przerobił na swoje studio, które zostało zachowane w takim stanie, w jakim je pozostawił. Znajdują się tam puszki po kawie, wypełnione pędzlami, liczne farby i naciągnięte na blejtram płótna.

## Publikacje
Benton napisał dwie autobiografie:
- An Artist in America (1937)
- An American in Art (1969)[7].

## Twórczość
Benton operując zdecydowanymi kontrastami jasności i ciemności oraz stosując intensywne i żywe formy tworzył płótna tryskające energią. Choć przedstawiał głównie sceny z życia małych miejscowości, nie stronił też od scen biblijnych i mitologicznych, ale nawet w nich umieszczał typowo amerykańskie postacie. Benton był zwolennikiem rodzimej sztuki. Odrzucał europejski modernizm nazywając go „estetycznym kolonializmem”. Stał się centralną postacią ruchu regionalistycznego. Za pośrednictwem sztuki podniósł codzienne doznania ludzi i miejsc do rangi wydarzeń monumentalnych; namalowane przez niego obrazy tworzą ujmującą historię kultury i społeczeństwa amerykańskiego lat 30. i 40.. Jego najbardziej znane i zarazem najbardziej kontrowersyjne dzieło, Indiana Murals, stanowi przykład zarówno stylu regionalistycznego jak i komentarza społecznego.

## Zbiory
Dorobek Bentona to ponad 4 000 prac. Znajdują się one we wszystkich głównych muzeach sztuki amerykańskiej, w tym: Addison Gallery of American Art, Art Institute of Chicago, Baltimore Museum of Art, Brooklyn Museum, Cleveland Museum of Art, Columbus Museum of Art, Fine Arts Museums of San Francisco, Harvard University Art Museums, Hirshhorn Museum and Sculpture Garden, Indianapolis Museum of Art, John and Mable Ringling Museum of Art, Joslyn Art Museum, Los Angeles County Museum of Art, Metropolitan Museum of Art, Museum of Fine Arts w Bostonie, Museum of Modern Art, National Gallery of Art, National Portrait Gallery w Waszyngtonie, Nelson-Atkins Museum of Art, New Britain Museum of American Art, Pennsylvania Academy of the Fine Arts, Phillips Collection, Smithsonian American Art Museum and the Renwick Gallery, Whitney Museum of American Art, Yale University Art Gallery oraz w ośrodkach badawczych: Archives of American Art i Biblioteka Kongresu.